# Graphe de Conway-Smith
Le graphe de Conway-Smith est, en théorie des graphes, un graphe 10-régulier possédant 63 sommets et 315 arêtes. C'est localement un graphe de Petersen, c'est-à-dire que quel que soit le sommet s considéré, le sous-graphe induit par les 10 voisins de s est isomorphe au graphe de Petersen.
En 1980 Hall prouve qu'il existe exactement 3 graphes étant localement le graphe de Petersen. Deux d'entre eux sont déjà connus : le graphe de Conway-Smith et le graphe de Kneser KG7,2. Le troisième, le graphe de Hall, n'avait jamais été publié.

## Propriétés

### Propriétés générales
Le diamètre du graphe de Conway-Smith, l'excentricité maximale de ses sommets, est 4 et sa maille, la longueur de son plus court cycle, est 3.

### Propriétés algébriques
Le groupe d'automorphismes du graphe de Conway-Smith est un groupe d'ordre 15 120.
Le polynôme caractéristique  de la matrice d'adjacence  du graphe de Conway-Smith est : {\displaystyle (x+4)^{6}(x+2)^{30}x^{14}(x-5)^{12}(x-10)}. Il n'admet que des racines entières. Le graphe de Conway-Smith est donc un graphe intégral, un graphe dont le spectre est constitué d'entiers.